# Jonathan Lee Riches
Jonathan Lee Riches từng là một tù nhân (mã số tù # 40948-018) và là một người người đàn ông nắm giữ kỷ lục kiện cáo nhiều nhất trong lịch sử Hoa Kỳ, ông này nổi tiếng với nhiều vụ kiện ông đã đệ đơn kiện cáo ở nhiều tòa án trong những khu vực khác nhau tại Hoa Kỳ. Ông đang bị giam giữ tại Trung tâm Y tế Liên bang (FMC) tại Lexington Kentucky vừa phải ngồi tù 125 tháng.

## Kiện cáo
Kể từ ngày 08 tháng 01 năm 2006, ông đã đệ đơn với hơn 2.600 là đơn kiện ở khắp các tòa án địa hạt liên bang trên khắp đất nước Hoa Kỳ một số trong đó đã nhận được sự chú ý của báo chí. Trong số các bị cáo nổi tiếng của các vụ kiện của mình như kiện Martha Stewart, Britney Spears, cựu tổng thống George W. Bush, huấn luyện viên Bill Belichick, Jeff Gordon, Michael Vick, Steve Jobs, blogger nổi tiếng Perez Hilton, thậm chí là cướp biển Somalia. Ông cũng đã từng kiện các nguyên thủ quốc gia khác như Benazir Bhutto, Pervez Musharraf.
Trong một vụ kiện của ông bao gồm George Bush và 783 bị cáo khác với cáo trạng lên đến 57 trang. Trong số bị cáo bao gồm Plato, Nostradamus, Che Guevara, James Hoffa, tất cả những người sống sót của Holocaust, Đài tưởng niệm Lincoln, tháp Eiffel, USS Cole, cuốn sách Mein Kampf, Vườn địa đàng, đế chế La Mã, thời kỳ tăm tối, đường mòn Appalachian, Plymouth Rock, Chén Thánh, các vị thần Bắc Âu....
Mới đây nhất, Jonathan Lee Riches đã đệ đơn lên tòa án, tố cáo Kim Kardashian dụ dỗ ông quan hệ tình dục khi cả hai chung một chuyến bay tới Armenia. Theo đó, ông và Kim có mối quan hệ đặc biệt từ năm 2001 và cô này đã cướp mất trinh tiết của ông khi họ cùng trên một chuyến bay tới khách sạn Hilton ở Armenia, ông cho biết giữ trong tay hai cuốn băng ghi lại khoảnh khắc nóng bỏng của hai người với nhau.